# Guglielmo II d'Alvernia
Guglielmo d'Alvernia, in francese Guillaume VIII Dauphin d'Auvergne (1175 circa – 1239 o 1240) fu conte di Clermont e di Montferrand e Delfino d'Alvernia dal 1234 fino alla sua morte.

## Origine
Guglielmo era il figlio maschio primogenito del Delfino d'Alvernia, Delfino o Roberto I d'Alvernia e della moglie, Guglielmina di Comborn (secondo lo storico, chierico, canonista e bibliotecario francese, Étienne Baluze, alcuni la confondono con Ughetta o Hguette di Chamalières), contessa di Montferrand (oggi quartiere di Clermont Ferrand), figlia di Archambaud V, visconte di Comborn, e Jourdaine di Périgord.
Delfino o Roberto I d'Alvernia fu il figlio maschio primogenito del Conte d'Alvernia, Guglielmo VII e della sua seconda moglie, Marchesa d'Albon, figlia di Ghigo IV d'Albon delfino del Viennois e conte di Albon e della moglie, Clemenza detta Margherita di Mâcon, come ci ricorda la Vita Margaritæ Albonensis comitissæ.

## Biografia
Verso la fine del XII secolo, dopo la morte del re d'Inghilterra, Riccardo Cuor di Leone, suo padre, Delfino si sottomise al re di Francia riconoscendosi suo suddito.
Il 30 settembre 1199, Delfino assieme a Guglielmo (Delphinus comitis Arvernie et W. filius meus) si pacificarono col re di Francia, Filippo II Augusto, come ci viene confermato dal documento n° 501 delle Layettes du Trésor des Chartes, Volume 1.
Guglielmo, come conte di Montferrand (Guillelmus comes Montisferrandi, filius Delphini), verso il 1225, rese omaggio al re di Francia, Luigi VIII, come ci viene confermato dal documento n° 2038 delle Layettes du Trésor des Chartes, Volume 2.
Tra il 1229 ed il 1230, suo padre, Delfino assieme al nipote, il figlio di Guglielmo, Roberto (Delfinus comes Claromontis et ego Rotbertus, filius Willelmi comitis Claromontis filii eiusdem Delfini) confermò con un documento la sua fedeltà al nuovo re di Francia, Luigi IX il Santo, come ci viene confermato dal documento n° 2038 delle Layettes du Trésor des Chartes, Volume 2.
Subito dopo, anche Guglielmo (Guillelmus comes Claromontis, filius Delfini) confermò con un altro documento la sua fedeltà al nuovo re di Francia, Luigi IX il Santo, come ci viene confermato dal documento n° 2039 delle Layettes du Trésor des Chartes, Volume 2.
Suo padre, Delfino (Delfinus comes) morì verso il 1234 il 22 marzo (XI Kal Aprilis), rammentando anche le donazioni alla cattedrale di Clermont come ci viene ricordato dalle Preuves de l'Histoire généalogique de la maison d'Auvergne, tome 2. Guglielmo succedette a Delfino, in quanto figlio maschio primogenito.
Anche dopo essere succeduto al padre, continuò a definirsi Guillelmo comite, filius quondam Delfini, oppure come si può leggere nel documento, datato 1238, delle Preuves de l'Histoire généalogique de la maison d'Auvergne, Guillelmo comite Claromontensi, filio quondam Delfini.
Guglielmo morì verso il 1240; in un documento delle Preuves de l'Histoire généalogique de la maison d'Auvergne del 1241, riferendosi alla sua terza moglie, la definisce vedova di Guglielmo (Philippam relictam nobilis viri Guillelmi quondam comitis Claromontensis); a Guglielmo succedette il figlio maschio Roberto.

## Matrimonio e discendenza
Guglielmo aveva sposato, in prime nozze, Uga o Ughetta di Chamalières, come ci viene confermato da un documento, datato 1196, delle Preuves de l'Histoire généalogique de la maison d'Auvergne, Uga quondam filia W. de Camaleria uxor W. filii Delphini, figlia di Guglielmo, signore di Chamalières.
Da Ughetta Guglielmo ebbe un figlio maschio (Il Baluze deduce che sia figlio di primo letto in quanto nel 1248, Roberto viene definito signore di Chamalières:
- Roberto († 1262), Delfino d'Alvernia, Conte di Clermont e di Montferrand[15].

Dopo la morte di Ughetta, avvenuta un 3 di settembre, Guglielmo, in seconde nozze, prima del 1212, sposò Isabella (Isabelle comitissæ uxoris suæ et Katerinaæ filiæ suæ) di Montluçon, figlia di Arcimbaldo, signore di Montluçon (il Baluze considera che Isabella potrebbe essere discendente dei signori di Pongibaud).
Da Isabella Guglielmo ebbe una figlia femmina:
- Caterina[20] († dopo il 1240), che sposò Guichard di Beaujeu[21], signore de Montpensier e fu la madre di Guillaume de Beaujeu, Gran maestro dell'Ordine templare, morto il 18 maggio 1291 a San Giovanni d'Acri.

Dopo la morte di Isabella, Guglielmo, in terze nozze, sposò Filippa, di cui non si conoscono gli ascendenti. Che Filippa fu moglie di Guglielmo, ci viene confermato da un documento delle Preuves de l'Histoire généalogique de la maison d'Auvergne del 1241, che definisce Filippa vedova di Guglielmo (Philippam relictam nobilis viri Guillelmi quondam comitis Claromontensis).Da Filippa Guglielmo non ebbe discendenza.

### Fonti primarie
- (LA)  Baluze, Preuves de l'Histoire généalogique de la maison d'Auvergne, tome 2.
- (LA)  Preuves de l'Histoire généalogique de la maison d'Auvergne.
- (LA)  Recueil des historiens des Gaules et de la France. Tome 14.
- (LA)  Layettes du Trésor des Chartes, Volume 1.
- (LA)  Layettes du Trésor des Chartes, Volume 2.

### Letteratura storiografica
- (FR)  Dauphin et Dauphiné en Dauphiné en Auvergne et en Forez, Dauphins d'Avergne.
- (FR)  Baluze, Histoire généalogique de la maison d'Auvergne, tome 1.
- (FR)  Histoire généalogique de la maison d'Auvergne, justifiée par chartes, titres.